# Déli homlokjegyestücsök
A déli homlokjegyestücsök (Modicogryllus truncatus) a valódi tücskök családjába tartozó, Eurázsiában honos tücsökfaj.

## Megjelenése
A déli homlokjegyestücsök testhossza a hím esetében 11-13 mm, a nőstény 12-14 mm, ehhez jön még a 7-8 mm-es tojócső. Színe sötétbarna vagy fekete. A szemek között feltűnő világos csík húzódik, a fejtetőn világos vonalak hálózata látható. A szárny kb. a potroh feléig ér. A tojócső vékony és egyenes, nagyjából olyan hosszú mint a potroh.
Éneke szabályos tücsökciripelés, de jóval erősebb a nyugati homlokjegyestücsökénél. A pirregések gyorsan, egyenletesen követik egymást.

### Hasonló fajok
A nyugati homlokjegyestücsök és a bordói tücsök hasonlít hozzá.  

## Elterjedése
Európában és Nyugat-Ázsiában honos a Kelet-Balkántól (Szerbia és Románia) Kis-Ázsián keresztül a Kaszpi-tengerig. Magyarországon először 2011-ben észlelték Kardoskúton, a déli határ közelében; ez a faj legészaknyugatibb előfordulása.  

## Életmódja
Meleg, száraz gyepekben, lucernásokban fordul elő. Éjjel aktív, nappal talajrepedésekben, kövek alatt rejtőzik.       
Kifejlett egyedeivel májustól augusztusig találkozhatunk. A nőstény a talajba rakja petéit, ahol azokból még abban az évben kikelnek a lárvák és végső lárvastádiumban telelnek át. 
Magyarországon védett, természetvédelmi értéke 5000 Ft.